# Laura Marx
Jenny Laura Marx (Londres, 26 de setembro de 1845 — Draveil, 26 de novembro de 1911), segunda filha de Karl Marx e Jenny von Westphalen.
Em 1868 se casou com Paul Lafargue. Ambos cometeram suicídio juntos. Foram sepultados no Cemitério do Père-Lachaise.

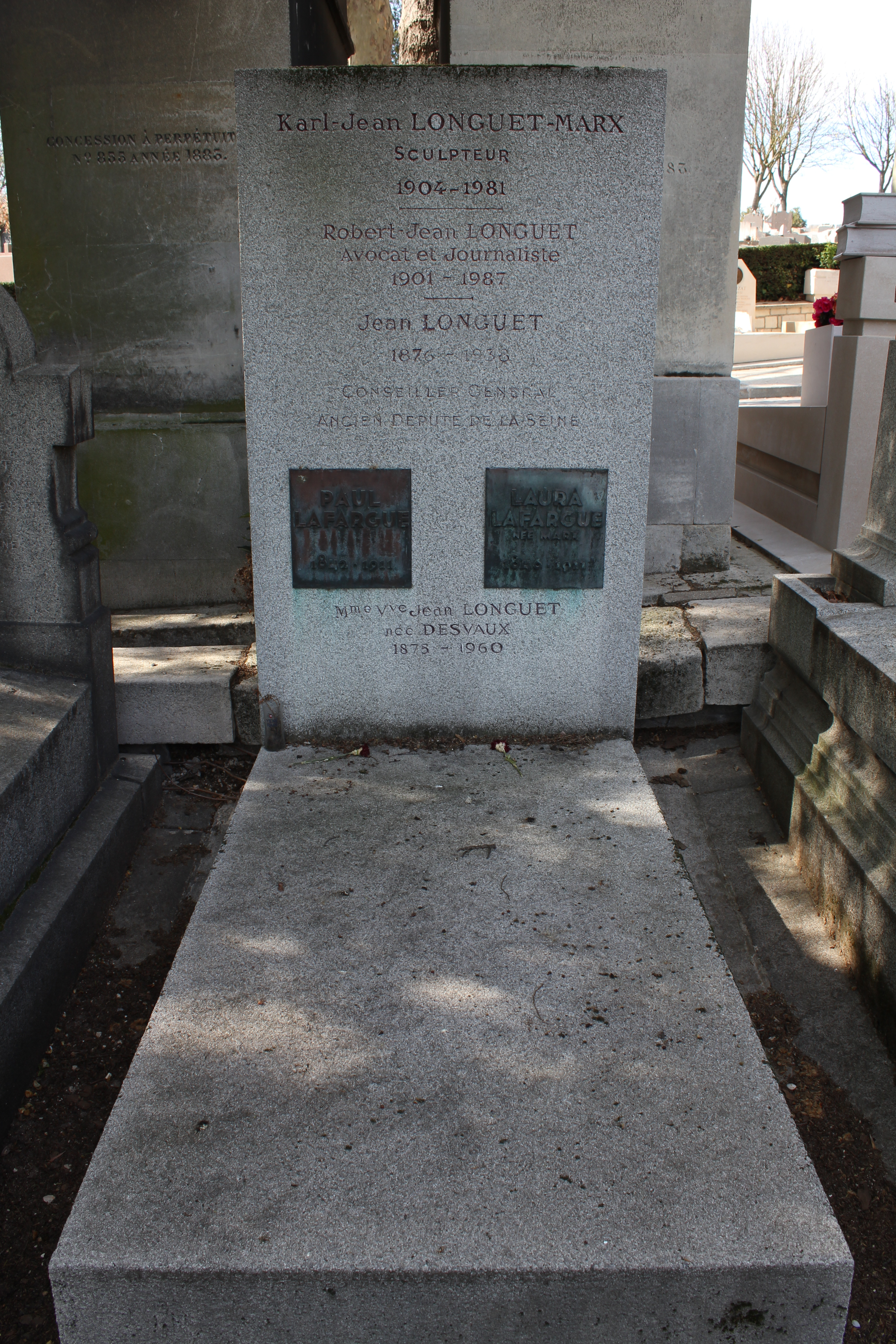
Sepultura de Paul e Laura Lafargue no Cemitério do Père-Lachaise